# Franklin Stewart Harris
Franklin Stewart Harris, né le 29 août 1884 à Benjamin (Utah) et mort le 18 octobre 1960 à Salt Lake City, est un universitaire et scientifique américain. Membre du Parti républicain, il est recteur de l’université Brigham Young de 1921 à 1945, et président de l’université d'État de l'Utah de 1945 à 1950.

## Carrière universitaire
C’est sous son rectorat, le plus long de toute l’histoire de l’université Brigham Young, que furent décernées les premières maîtrises (master's degrees), et que cet établissement se mua peu à peu en une université complète. Il y créa plusieurs facultés, telles que la Faculté des beaux-arts et des arts de la scène (« College of Fine and Performing Arts »), avec Gerrit De Jong comme doyen fondateur.
Agronome de formation, Franklin Stewart Harris avait obtenu son doctorat à l’université Cornell, et dirigea le département d’agriculture. Ayant été nommé à la tête de la station expérimentale de l’École d’agronomie de l’État de l’Utah (Utah State Agricultural College), il quitta, pour devenir président de cette institution, l’université Brigham Young en 1945.

## Autres activités
Harris suivit la première partie de sa formation universitaire à l’université Brigham Young avant de poursuivre ses études à l’université Cornell et d’y obtenir son doctorat. Dans les années 1890, sa famille avait déménagé vers les colonies mormones installées dans l’État mexicain de Chihuahua.
En 1926, il servit comme missionnaire au Japon et remplit également une brève mission chez les Saints des derniers jours en Syrie en 1927. En 1929, Harris s’engagea dans la fondation d’une colonie juive en Sibérie.
En 1938, Harris fut le candidat républicain pour le sénat américain dans l’Utah, mais perdit face au démocrate Elbert Thomas.
Au début des années 1950, Harris travailla en Iran, où il servit en tant que président de la branche iranienne de l’Église des Saints des derniers jours, branche dont le siège était à Téhéran.
Il était le père du géographe Chauncy Harris.